# Bogaczewo (Elbląg)

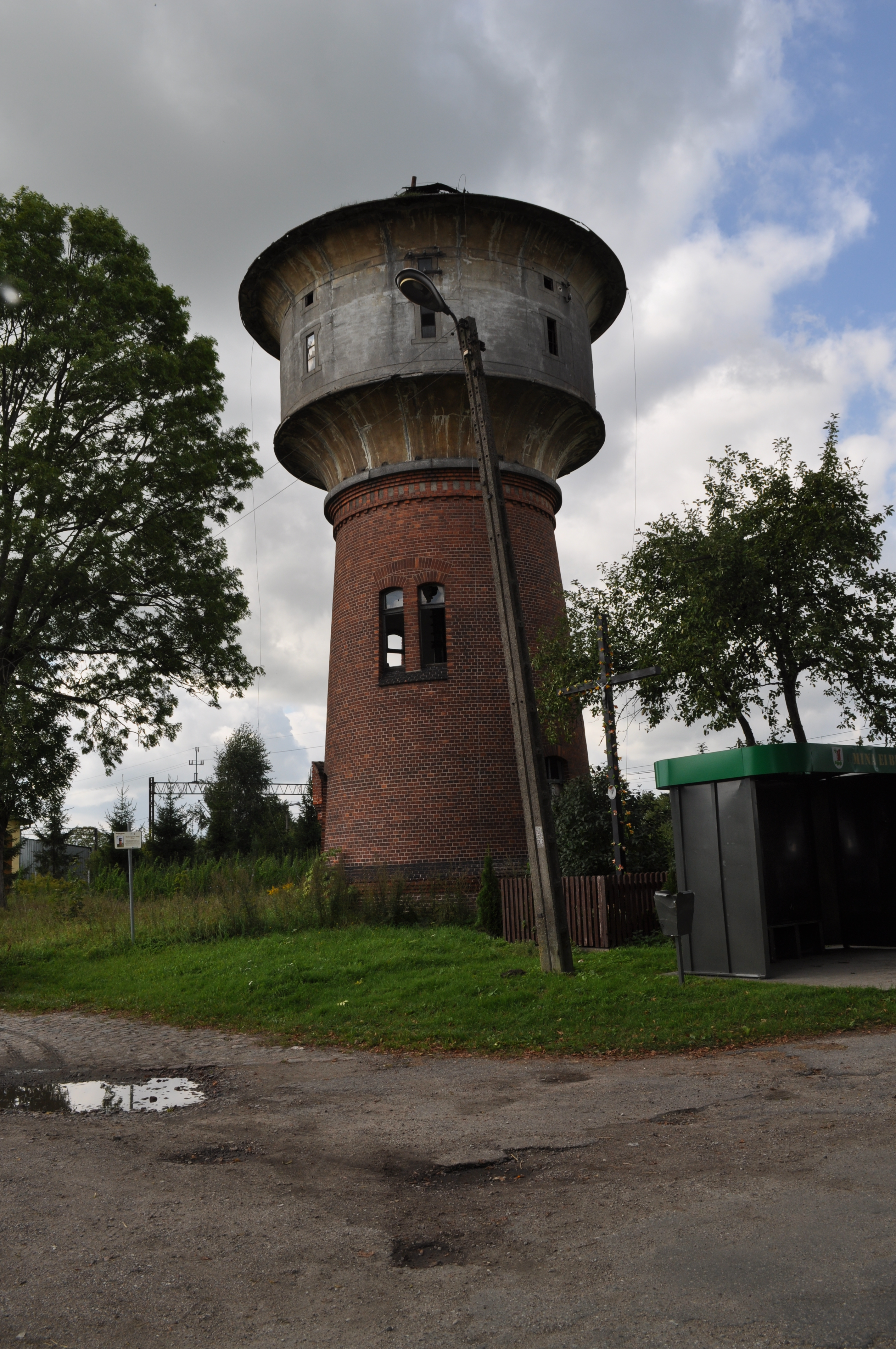
Wasserturm von 1912 in Bogaczewo

Bogaczewo (deutsch Güldenboden) ist ein Ort in der polnischen Woiwodschaft Ermland-Masuren. Es gehört zur Gmina Elbląg (Landgemeinde Elbing) im Powiat Elbląski (Kreis Elbing).

## Geographische Lage
Bogaczewo liegt im nördlichen Westen der Woiwodschaft Ermland-Masuren, 14 Kilometer südöstlich der Kreisstadt Elbląg (Elbing).

## Geschichte
Der kleine Ort Güldenboden entstand als Ort in der Gemeinde Wöklitz (polnisch Weklice), deren Wohnplatz er bis 1945 war. Wöklitz lag zwei Kilometer nördlich, verbunden durch einen Landweg. Die Gemeinde war Teil des 1874 neu errichteten Amtsbezirks Preußisch Mark (umgangssprachlich auch: Preuschmark, polnisch Przezmark) im westpreußischen Kreis Elbing.
Güldenboden erlangte im Jahre 1851 überregionale Bedeutung, als es als Bahnstation an der Bahnstrecke der Preußischen Ostbahn ausgewählt wurde, von der 1882 hier die Bahnstrecke nach Allenstein abgezweigt wurde.
Im Jahre 1905 zählte Güldenboden als Teil von Wöklitz 185 Einwohner.
In Kriegsfolge gehört Güldenboden seit 1945 zu Polen und trägt die polnische Namensform „Bogaczewo“. Der Ort ist weiterhin mit Weklice verbunden, als solcher zur Gmina Elbląg (Landgemeinde Elbing) im Powiat Elbląski (Kreis Elbing), von 1975 bis 1998 der Woiwodschaft Elbląg, seither der Woiwodschaft Ermland-Masuren zugeordnet.

## Religion

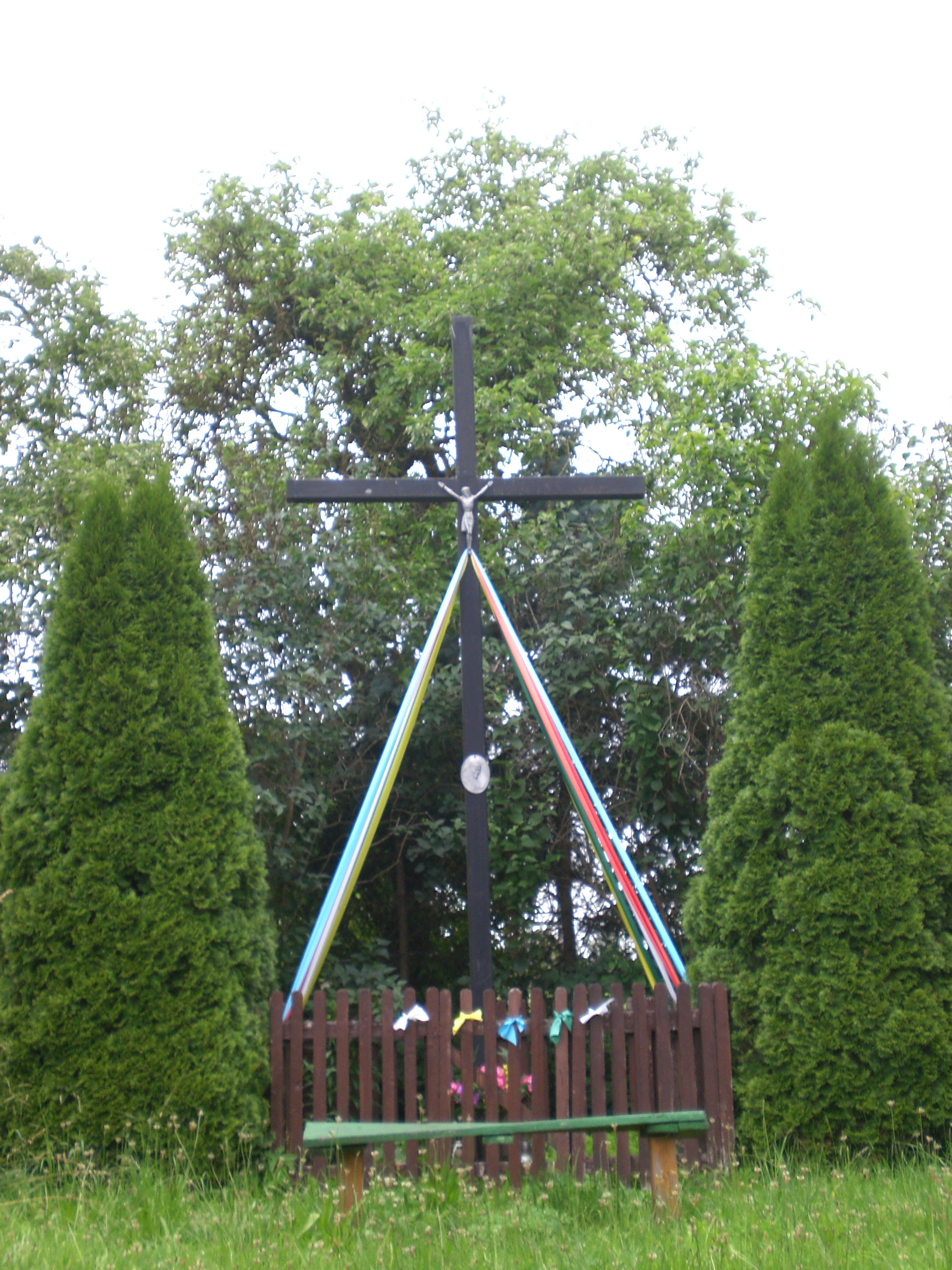
Wegekreuz in Bogaczewo

In Güldenboden lebten vor 1945 in überwiegender Zahl evangelische Einwohner. Sie waren in die Kirche nach Preußisch Mark eingepfarrt. Sie gehörte bis 1945 zum Kirchenkreis Elbing in der Provinz Westpreußen. Die römisch-katholischen Einwohner Güldenbodens waren vor 1945 in die Pfarrkirche St. Nikolai in Elbing eingegliedert.
Seit 1945 gehört das Dorf seitens der evangelischen Kirche zur Stadt Elbing in der Diözese Pommern-Großpolen der Evangelisch-Augsburgischen Kirche in Polen, seitens der katholischen Kirche zur Pfarrei in Przezmark (Preußisch Mark) im Bistum Elbląg.

## Verkehr
Straße
 

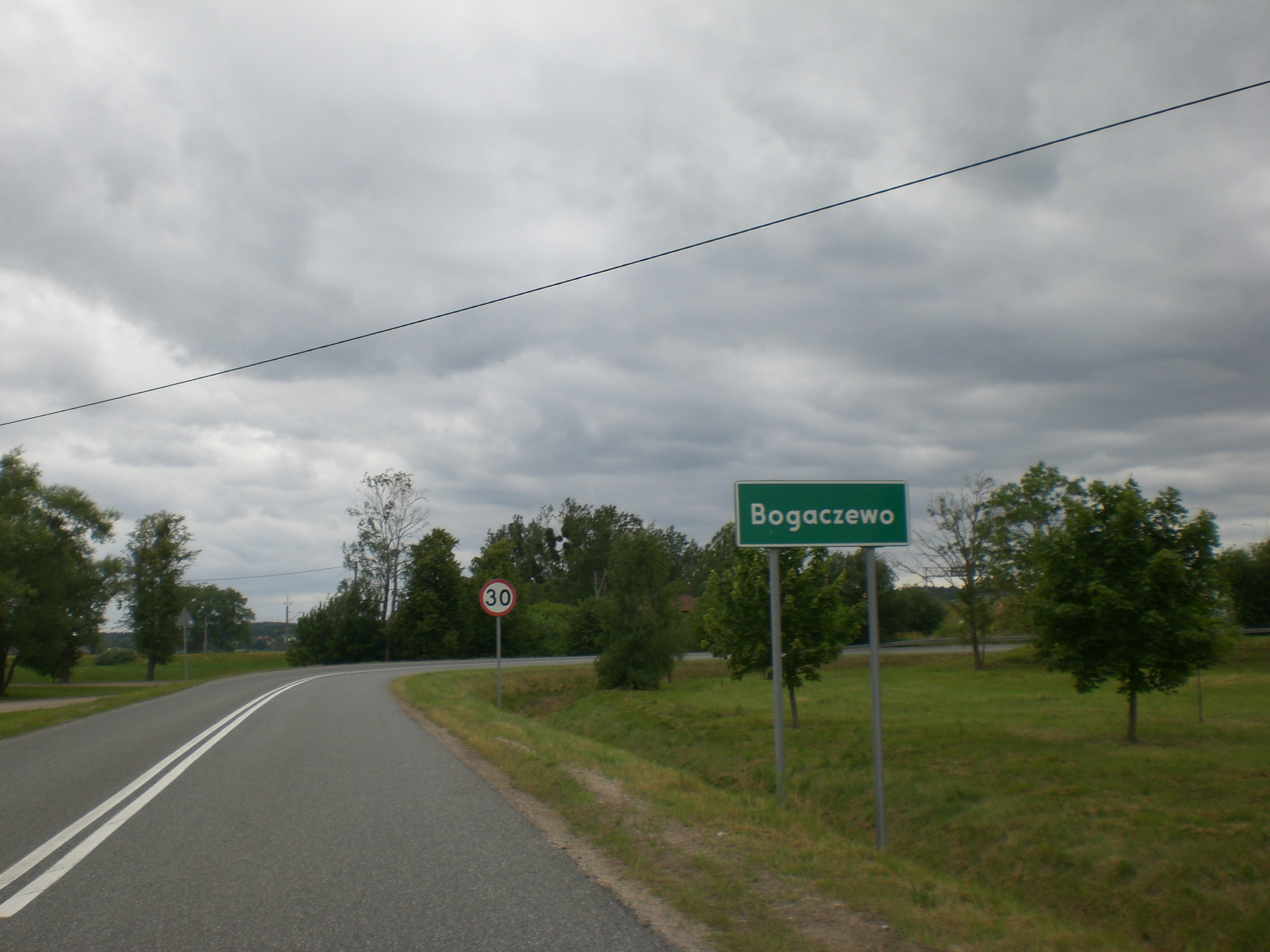
Ortseinfahrt Bogaczewo

Bogaczewo liegt mit einer eigenen Anschlussstelle an der Schnellstraße S 7, die den Norden mit dem Süden Polens verbindet und durch die Landeshauptstadt Warschau verläuft. Lokale Nebenstraßen verbinden das Dorf mit der Nachbarregion.
Schiene

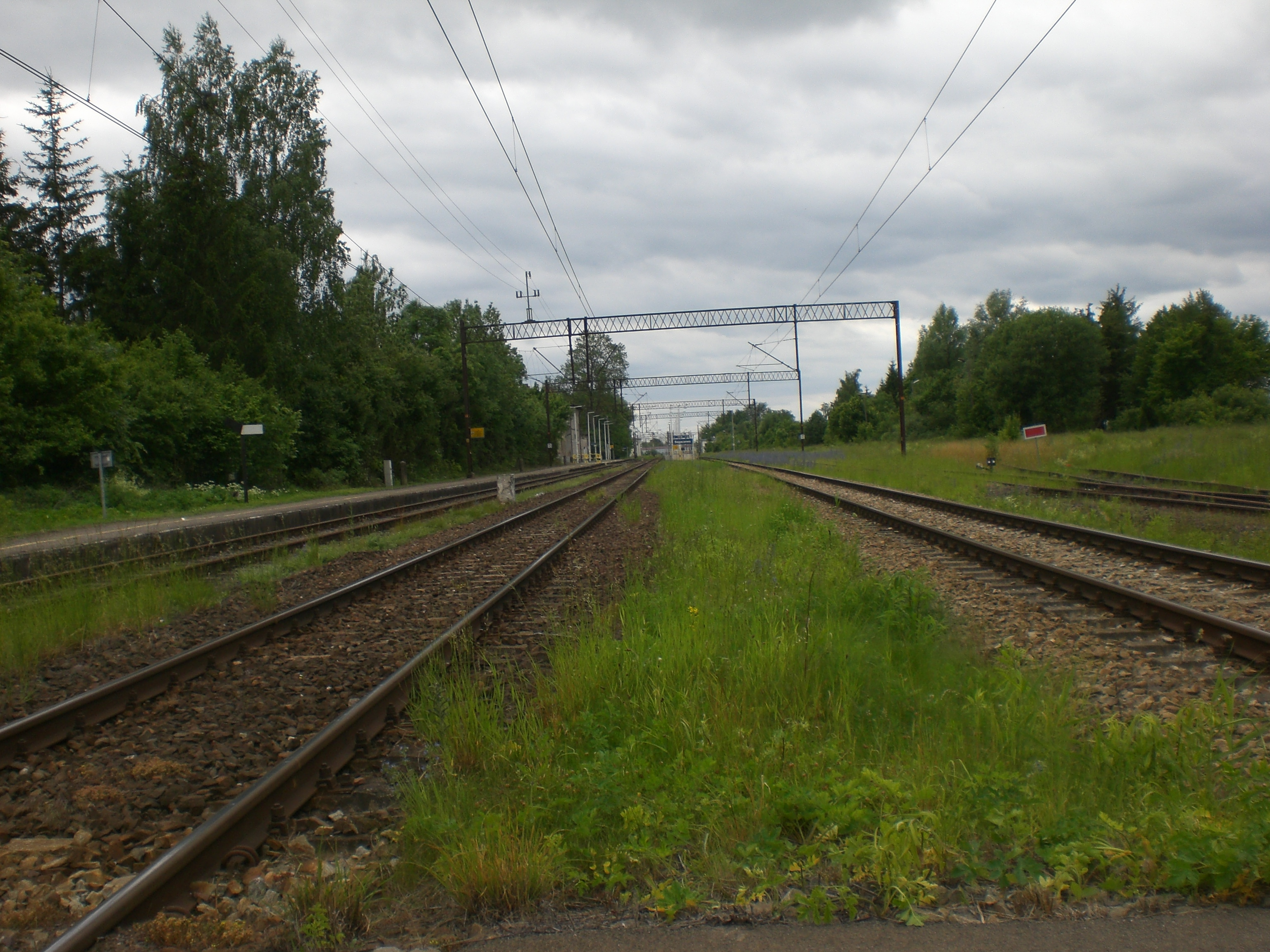
Bahnhof Bogaczewo

Seit dem 19. Oktober 1852 ist der Bahnhof in Güldenboden (seit 1945: „Bogaczewo“) in Betrieb. Er lag zunächst nur an der Bahnstrecke der Preußischen Ostbahn von Berlin nach Königsberg (Preußen). Sie wurde nach 1945 von der Polnischen Staatsbahn (PKP) als Linie 204 von Malbork (Marienburg) bis Braniewo (Braunsberg) mit Anschluss in die russische Oblast Kaliningrad bis Mamonowo (Heiligenbeil) weiter befahren, fortgesetzt als Bahnstrecke Mamonowo–Kaliningrad der russischen Bahnen. Im Jahre 1945 wurde der Bahnstrecke Malbork–Braniewo die parallele Breitspurstrecke PKP-Linie 217 (1520 mm) beigegeben, die in Elbląg begann und durch die russische Oblast Kaliningrad bis nach Tschernyschewskoje (Eydtkuhnen, 1938 bis 1945 Eydtkau) weitergeführt wurde. Beide PKP-Bahnstrecken werden heute nicht mehr regelmäßig und nur ausnahmsweise befahren.
Anders verhält es sich mit der Bahnstrecke nach Olsztyn (Allenstein), die seit 1882 in Güldenboden von der Preußischen Ostbahn abzweigt und heute als PKP-Linie 220 fahrplanmäßig und seit 1994 in elektrischem Betrieb befahren wird.